# Reiswekker

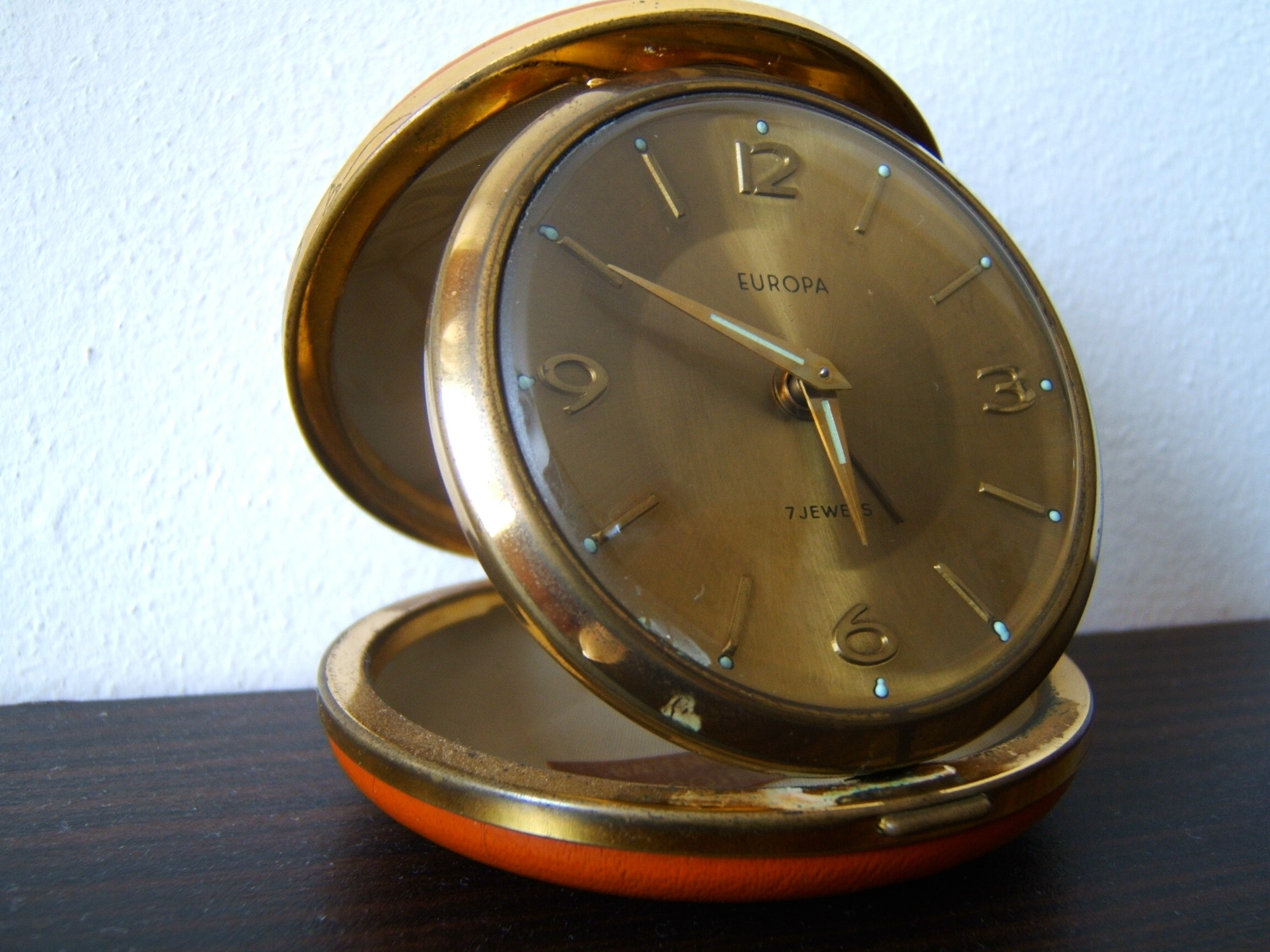
Analoge reiswekker in gebruik

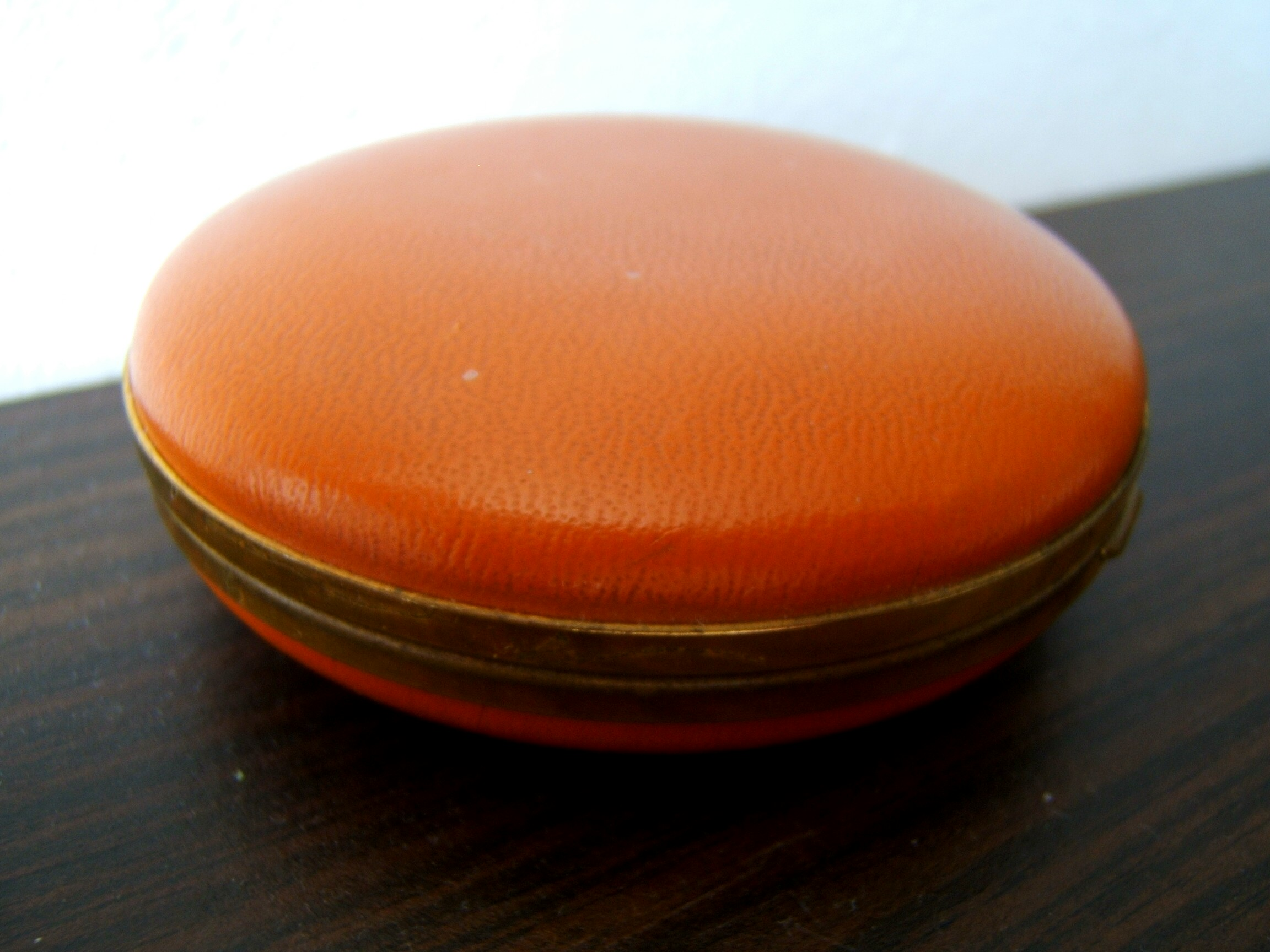
Opgevouwen mee te nemen

Een reiswekker is een klein uurwerk dat mee op reis kan worden genomen. De belangrijkste eigenschap van een reiswekker is dan ook, in tegenstelling tot de "gewone" wekker, dat hij compact en handzaam is en in vele gevallen dichtgeklapt kan worden. Het nut is tweeledig: de wekker neemt minder plaats in én wordt beschermd door zijn omhulsel.
De reiswekker kan bestaan uit een analoog uurwerk dat een volledig mechanisch binnenwerk heeft, of uit een digitaal uurwerk dat op batterijen werkt. De reiswekker wordt tegenwoordig veel minder vaak gebruikt dan vroeger omdat in mobiele telefoons en polshorloges vaak een alarmfunctie aanwezig is.